# Роже II де Лаон
Роже II (фр. Roger; ранее 890 — 942) — граф Лаона в 926—928 годах, граф Дуэ в 931—941 годах, граф Басиньи с 941 года. Сын Роже I, графа де Лаон, и Эльвид.

## Биография

### Правление
После смерти отца Роже II, графа Роже I, в 926 году графство Лаон потребовал себе граф Герберт II де Вермандуа. Король Рауль отклонил это требование, утвердив графом Роже. В следующем году по этой причине между королём и графом Вермандуа началась открытая война, но уже в 928 году Рауль примирился с Гербертом и передал ему графство.
Роже боролся против Герберта до 931 года, когда был вынужден был смириться с потерей Лаона. В качестве компенсации он получил от короля графство Дуэ, сместив там Эрно, вассала Герберта.
В 941 году Роже получил графство Басиньи.

### Брак и дети
Жена: дочь графа Гозелло де Бассини
- Гуго (ум. 25 августа 965), граф Басиньи с 942 года